# Social Repose
Richard Micheal "Richie" Giese , conocido profesionalmente como Social Repose es un cantante, compositor y personalidad de YouTube estadounidense. 

## Canal de YouTube y arte
Social Repose empezó su canal de YouTube en abril de 2011. Allí publica cubiertas acapellas, música original, vídeos artísticos y vlogs.Actualmente, su canal de YouTube tiene más de 1 millón de suscriptores.

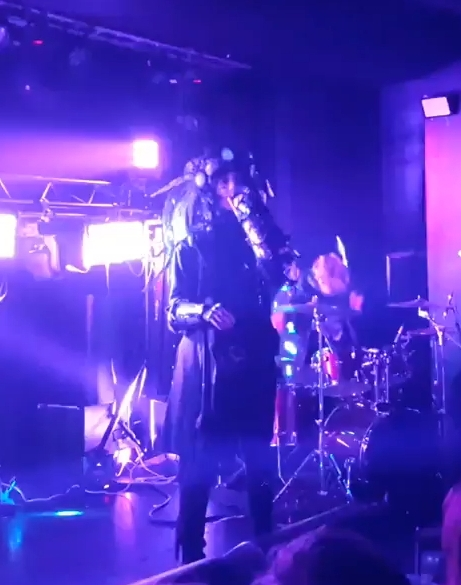
Richie cantando en vivo

cuando presentándose, Richie lleva un atuendo distinto que incluye alas mecánicas, pintura facial y un tocado que asemeja a un gorro de guerra americano nativo. Richie afirma que el propósito del atuendo es para ser memorable y atraer atención a su música.

## Carrera musical
Giese lanzó un EP titulada Crazy Manic Love, el cual incluye una canción del mismo nombre.
Su álbum debut, Yalta, fue lanzado en 2015
Ha colaborado con músico BryanStars en una cubierta de "Follow You" por Bring Me the Horizon. Lanzó un vídeo de música para su canción "Villain", el cual sirvió como la segunda canción en su EP, Empress.
Giese embarcó en la gira de Empress, abarcando el sur y medio oeste de los Estados Unidos. Hotel Books y The Funeral Portrait sirvieron como soporte. Después, la gira fue al extranjero al Reino Unido y Europa, con One-Eyed Doll.

## Discografía

### Álbumes y EPs
- Paradise (2011)
- More of the Same (2011)
- The Modern Age (2012)
- The Machine That Learned How To Love (2012) Reckless Closure (2013)
- Crazy Manic Love (2014)
- Just Let Me Go (2014)
- Covers (2015)
- Yalta (2015)
- Empress (2017)
- Calamity (2020)

### Sencillos
- "Summertime Sadness" (Lana Del Rey cover) (2013)
- "I Can't Sleep" (2015)
- "If You're Thinking of Leaving, You Should." (2015)
- "True Friends (a cappella)" (2015)
- "Stitches (a cappella cover)" (2015)
- "Pity Party (a cappella)" (2016)
- "Control (a cappella)" (2016)
- "We Don't Have to Dance (a cappella)" (2016)
- "Stressed Out (a cappella)" (2016)
- "Cake (a cappella)" (2016)
- "Follow You (a cappella)" [feat. Bryanstars] (2016)
- "I Miss You" [feat. Johnnie Guilbert] (2016)
- "Heathens (a cappella)" (2016)
- "Lane Boy (a cappella)" (2016)
- "Circles (a cappella)" (2016)
- "Lost Boy (Loop a cappella)" (2016)
- "Tag You're It (a cappella)" (2016) "Dollhouse (a cappella)" (2016)
- "Mad Hatter (a cappella)" (2016)
- "Closer (a cappella)" (2016)
- "Million Reasons (a cappella)" (2016)
- "We Don't Believe What's On TV (a cappella)" (2016)
- "Filthy Pride" (2016)
- "Filthy Pride (SunRoof remix)" (2016)
- "Mrs. Potato Head (a cappella)" (2016) "Starboy (loop version)" (2016)
- "Fake Love (a cappella)" (2017)
- "Paris (a cappella)" [feat. Jaclyn Glenn] (2017)
- "Carousel (a cappella)" (2017)
- "LA Devotee (a cappella)" (2017)
- "Shape of You (a cappella)" (2017)
- "Something Just Like This (a cappella)" (2017)
- "Basket Case (a cappella)" (2017)
- "Hard Times (a cappella)" (2017)
- "Girls / Girls / Boys (a cappella)" (2017)
- "Something Just Like This (a cappella)" (2017)
- "Eyes Closed (a cappella)" (2017)
- "Numb (a cappella)" (2017)
- "Heavy (a cappella)" (2017)
- "I'm Not Okay (a cappella)" (2017)
- "Don't Threaten Me With a Good Time (Acapella)" (2017)
- "Cute without the E (Cut From the Team)" (2017)
- "Pacify Her (Acapella)" (2017)
- "Emperor's New Clothes (Acapella)" (2018)
- "I Fall Apart (Acapella)" (2018)
- "I Want to Be Happy" (2018)
- "Moving On" (2018)
- "Lowlife" (2018)
- "Idgaf" (2018)
- "Africa (Acapella)" (2018)
- "Stay Alive" (2018)
- "SAD!" (2018)
- "I Beg for the End" (2018)
- "After Dark" (2023)

## Giras Musicales
- La gira de Empress (2017–2018)[18]
- La gira de Yalta (2015)

## Filmografía
- Shane and Friends (2017)
- The Skeptic's Guide to Wellness (2017)
- The Andy show (2017)